# (323) Brucia
(323) Brucia – planetoida z grupy przecinających orbitę Marsa okrążająca Słońce w ciągu 3 lat i 247 dni w średniej odległości 2,38 j.a. Została odkryta 22 grudnia 1891 roku w Landessternwarte Heidelberg-Königstuhl w Heidelbergu przez Maxa Wolfa. Była to pierwsza planetoida odkryta za pomocą fotografii. Nazwa planetoidy została nadana na cześć Catherine Wolfe Bruce, amerykańskiej sponsorki astronomii, która podarowała Maxowi Wolfowi środki na zakup dużego teleskopu, który mógł fotografować niebo.